# RADWIMPS (アルバム)
『RADWIMPS』（ラッドウィンプス）は、2003年7月2日にリリースされたRADWIMPSの1枚目のアルバムである。

## 背景
メンバーが高校生の頃に作られた、RADWIMPS初のアルバム。参加メンバーは現在のメンバーではなく、野田と桑原と旧メンバー3人の計5人によってレコーディングされている。『RADWIMPS 4〜おかずのごはん〜』の大ヒットに影響され、『RADWIMPS 2 〜発展途上〜』と共にロングヒットとなった。
ジャケットデザインは河口明義。

## 収録内容
| 全作詞・作曲: 野田洋次郎、全編曲: RADWIMPS。 |                                                  |            |            |      |
| #                                            | タイトル                                         | 作詞       | 作曲・編曲 | 時間 |
| 1.                                           | 「人生 出会い」                                  | 野田洋次郎 | 野田洋次郎 | 5:40 |
| 2.                                           | 「自暴自棄自己中心的（思春期）自己依存症の少年」 | 野田洋次郎 | 野田洋次郎 | 4:35 |
| 3.                                           | 「心臓」                                         | 野田洋次郎 | 野田洋次郎 | 6:16 |
| 4.                                           | 「もしも 「みんな一緒に」バージョン」            | 野田洋次郎 | 野田洋次郎 | 5:38 |
| 5.                                           | 「さみしい僕」                                   | 野田洋次郎 | 野田洋次郎 | 4:20 |
| 6.                                           | 「コンドーム」                                   | 野田洋次郎 | 野田洋次郎 | 4:53 |
| 7.                                           | 「青い春」                                       | 野田洋次郎 | 野田洋次郎 | 4:05 |
| 8.                                           | 「「ぼく」と「僕」」                             | 野田洋次郎 | 野田洋次郎 | 2:54 |
| 9.                                           | 「あいまい」                                     | 野田洋次郎 | 野田洋次郎 | 2:58 |
| 10.                                          | 「嫌ん」                                         | 野田洋次郎 | 野田洋次郎 | 5:54 |
| 11.                                          | 「「ずっと大好きだよ」「ほんと？・・・」」       | 野田洋次郎 | 野田洋次郎 | 6:41 |
| 12.                                          | 「愛へ」                                         | 野田洋次郎 | 野田洋次郎 | 4:55 |
| 13.                                          | 「あいラブユー」                                 | 野田洋次郎 | 野田洋次郎 | 3:01 |
| 合計時間:                                    | 合計時間:                                        | 62:13      |            |      |

## クレジット
RADWIMPS
野田洋次郎 (vocal&guitar)
斉木祐介 (guitar&chorus) (野田の受験で活動休止が終わったときにメンバーをチェンジして脱退)
桑原彰 (guitar&chorus)
朝生恵 (bass&chorus) (")
芝藤昭夫 (drums&chorus) (")